# Mad, Bad, and Dangerous to Know
Mad: Bad: And Dangerous To Know är det andra studioalbumet av den brittiska rockgruppen The Cross. Albumet gavs ut den 26 mars 1990 via EMI och producerades av The Cross tillsammans med Justin Shirley-Smith. Titeln på albumet är inspirerad av en beskrivning av poeten Lord Byron.
Foxy Lady återfinns endast på CD-utgåvan.

## Låtlista
| Nr           | Titel               | Kompositör               | Längd |
| ------------ | ------------------- | ------------------------ | ----- |
| 1.           | Top of the World Ma | The Cross                | 3:35  |
| 2.           | Liar                | Peter Noone              | 4:36  |
| 3.           | Closer to You       | Spike Edney              | 3:18  |
| 4.           | Breakdown           | Noone                    | 3:56  |
| 5.           | Penetration Guru    | Clayton Moss             | 3:49  |
| 6.           | Power to Love       | Noone, Moss, Josh Macrae | 4:05  |
| 7.           | Sister Blue         | Noone                    | 4:17  |
| 8.           | Foxy Lady           | Jimi Hendrix             | 3:28  |
| 9.           | Better Things       | Moss                     | 2:49  |
| 10.          | Passion for Trash   | Macrae                   | 2:38  |
| 11.          | Old Men (Lay Down)  | Roger Taylor             | 4:56  |
| 12.          | Final Destination   | Taylor                   | 3:36  |
| Total längd: | Total längd:        | Total längd:             | 45:03 |

## Medverkande
- Roger Taylor – sång, gitarr
- Spike Edney – keyboard, mandolin, kör
- Peter Noone – bas, kör
- Clayton Moss – sång, gitarr
- Josh Macrae – trummor, slagverk, kör